# Lista de condados do Kansas
Esta é uma lista de condados do estado do Kansas, nos Estados Unidos: